# Ilie Grămadă
Ilie Grămadă (n. 10 decembrie 1911, Zaharești, Stroiești, Județul Suceava – d. 11 august 1999, Iași, România) a fost un istoric din România.

## Viața și activitatea
Ilie Grămadă s-a născut la 10 decembrie 1911, în Zaharești, com. Stroiești. A absolvit studiile secundare la Suceava și Vatra Dornei. Ulterior, a absolvit în cadrul universității din Cernăuți cursurile de sociologie în anul 1934, limba și literatura română și istorie în anul 1939 și teologie în anul 1941. În 1938 a devenit doctor în litere și filosofie. A fost conferențiar și ulterior, profesor titular al Universității „Al. I. Cuza” din Iași. De asemenea, a activat, între 1951 și 1959, ca secretar științific al filialei Academiei din Iași, iar mai apoi, între 1959 și 1969, ca director al Teatrului Național „Vasile Alecsandri” din Iași. În 1970 a fost numit director al editurii „Junimea” din Iași.
A fost preocupat inițial de istoria locală a Moldovei. Ulterior, se va orienta asupra popularizării în rândul publicului larg a unor subiecte de istorie medie universală.

## Opere
- Cruciadele , Editura Științifică, București, 1961, 279 p.
- Franța lui Richeliu și Mazarin, Editura Junimea, Iași, 1971, 390 p.
- Fantastica istorie a familiei Borgia, Editura "Vasiliana ’98", Iași, 2003. [nefuncțională]
- Femeia in Evul Mediu, Editura "Vasiliana ’98", Iași, 2003. [nefuncțională]
- Teatrul național „Vasile Alecsandri” Iași 1816-1966. Istoric, București, 1967, 134 p.

## Distincții
- Ordinul Meritul Cultural clasa a II-a (6 noiembrie 1967) „cu prilejul împlinirii a 150 ani de la primul spectacol de teatru în limba română la Iași, [...] pentru merite deosebite în domeniul artei dramatice”[3]